# Iván Anderson
Iván Alejandro Anderson Hernández (Panama, 24 novembre 1997) è un calciatore panamense, difensore del Fortaleza C.E.I.F., in prestito dal Monagas, e della nazionale panamense.

## Caratteristiche tecniche
Gioca come terzino destro.

## Carriera

### Club
Anderson è cresciuto nel settore giovanile del Tauro ed ha debuttato in prima squadra il 25 gennaio 2018 nell'incontro di Asociación Nacional Pro Fútbol vinto 3-1 contro il Santa Gema Il 29 aprile ha segnto il suo primo gol in carriera contro lo Sporting S.M.. Nel 2021 è stato acquistato dall'Universitario.
Nel 2022 è stato acquistato dal Monagas in Venezuela, dove è rimasto per due stagioni. Nel 2024 ha firmato con il Fortaleza C.E.I.F..

### Nazionale
Ha debuttato con la nazionale panamense il 28 gennaio 2019 nell'incontro amichevole perso 3-0 contro gli Stati Uniti
Il 6 luglio 2023 è stato convocato per la fase finale della Gold Cup in sostituzione di César Blackman, infortunatosi nella fase a gironi. Il 17 luglio ha debuttato nella competizione entrando in campo alla fine dei tempi regolamentari della semifinale vinta ai rigori contro gli Stati Uniti, dove ha segnato il gol del momentaneo 1-0 (il primo in nazionale).
Il 14 giugno 2024 è stato incluso nella lista finale di convocati per la Copa América 2024.

## Statistiche

### Presenze e reti nei club
Statistiche aggiornate al 19 giugno 2024.
| Stagione        | Squadra            | Campionato      | Campionato | Campionato | Coppe nazionali | Coppe nazionali | Coppe nazionali | Coppe continentali | Coppe continentali | Coppe continentali | Altre coppe | Altre coppe | Altre coppe | Totale | Totale | Totale |
| Stagione        | Squadra            | Comp            | Pres       | Reti       | Comp            | Pres            | Reti            | Comp               | Pres               | Reti               | Comp        | Pres        | Reti        | Pres   | Reti   |        |
| --------------- | ------------------ | --------------- | ---------- | ---------- | --------------- | --------------- | --------------- | ------------------ | ------------------ | ------------------ | ----------- | ----------- | ----------- | ------ | ------ | ------ |
| 2017-2018       | Tauro              | ANPF            | 11         | 1          | CP              | 0               | 0               |                    | -                  | -                  |             | -           | -           | 11     | 1      |        |
| 2018-2019       | Tauro              | ANPF            | 30         | 2          | CP              | 0               | 0               | CL                 | 3                  | 1                  |             | -           | -           | 33     | 3      |        |
| 2019            | Tauro              | ANPF            | 11         | 2          | CP              | 0               | 0               | CL                 | 2                  | 0                  |             | -           | -           | 13     | 2      |        |
| 2020            | Tauro              | ANPF            | 16         | 0          | CP              | 0               | 0               | CL                 | 1                  | 0                  |             | -           | -           | 17     | 0      |        |
| 2021            | Universitario      | ANPF            | 32         | 4          | CP              | 0               | 0               |                    | -                  | -                  |             | -           | -           | 32     | 4      |        |
| 2022            | Monagas            | PD              | 25         | 1          | CV              | 0               | 0               | CL                 | 2                  | 0                  |             | -           | -           | 27     | 1      |        |
| 2023            | Monagas            | PD              | 23         | 0          | CV              | 0               | 0               | CL                 | 5                  | 0                  |             | -           | -           | 28     | 0      |        |
| 2024            | Fortaleza C.E.I.F. | A               | 14         | 0          | CC              | 3               | 0               |                    | -                  | -                  |             | -           | -           | 17     | 0      |        |
| Totale carriera | Totale carriera    | Totale carriera | 162        | 10         |                 | 3               | 0               |                    | 15                 | 1                  |             | -           | -           | 180    | 11     |        |

### Cronologia presenze e reti in nazionale
| Cronologia completa delle presenze e delle reti in nazionale ― Panama | Cronologia completa delle presenze e delle reti in nazionale ― Panama | Cronologia completa delle presenze e delle reti in nazionale ― Panama | Cronologia completa delle presenze e delle reti in nazionale ― Panama | Cronologia completa delle presenze e delle reti in nazionale ― Panama | Cronologia completa delle presenze e delle reti in nazionale ― Panama | Cronologia completa delle presenze e delle reti in nazionale ― Panama | Cronologia completa delle presenze e delle reti in nazionale ― Panama |
| Data                                                                  | Città                                                                 | In casa                                                               | Risultato                                                             | Ospiti                                                                | Competizione                                                          | Reti                                                                  | Note                                                                  |
| --------------------------------------------------------------------- | --------------------------------------------------------------------- | --------------------------------------------------------------------- | --------------------------------------------------------------------- | --------------------------------------------------------------------- | --------------------------------------------------------------------- | --------------------------------------------------------------------- | --------------------------------------------------------------------- |
| 28-1-2019                                                             | Glendale                                                              | Stati Uniti                                                           | 3 – 0                                                                 | Panama                                                                | Amichevole                                                            | -                                                                     | 46’                                                                   |
| 4-3-2020                                                              | Città del Guatemala                                                   | Guatemala                                                             | 0 – 2                                                                 | Panama                                                                | Amichevole                                                            | -                                                                     | 75’                                                                   |
| 11-6-2022                                                             | Montevideo                                                            | Uruguay                                                               | 5 – 0                                                                 | Panama                                                                | Amichevole                                                            | -                                                                     | 28’                                                                   |
| 5-11-2022                                                             | Marbella                                                              | Qatar                                                                 | 2 – 1                                                                 | Panama                                                                | Amichevole                                                            | -                                                                     | 46’                                                                   |
| 15-11-2022                                                            | Sharja                                                                | Venezuela                                                             | 2 – 2                                                                 | Panama                                                                | Amichevole                                                            | -                                                                     | 73’                                                                   |
| 23-3-2023                                                             | Buenos Aires                                                          | Argentina                                                             | 2 – 0                                                                 | Panama                                                                | Amichevole                                                            | -                                                                     |                                                                       |
| 12-7-2023                                                             | San Diego                                                             | Stati Uniti                                                           | 1 – 1 dts (4 – 5 dtr)                                                 | Panama                                                                | Gold Cup 2023 - Semifinale                                            | 1                                                                     | 90+1’                                                                 |
| 16-7-2023                                                             | Inglewood                                                             | Messico                                                               | 1 – 0                                                                 | Panama                                                                | Gold Cup 2023 - Finale                                                | -                                                                     | 62’                                                                   |
| 10-9-2023                                                             | Città del Guatemala                                                   | Guatemala                                                             | 1 – 1                                                                 | Panama                                                                | CONCACAF Nations League 2023-2024                                     | -                                                                     | 46’ 70’                                                               |
| 21-3-2024                                                             | Arlington                                                             | Panama                                                                | 0 – 3                                                                 | Messico                                                               | CONCACAF Nations League 2023-2024                                     | -                                                                     | 77’                                                                   |
| 24-3-2024                                                             | Arlington                                                             | Panama                                                                | 0 – 1                                                                 | Giamaica                                                              | CONCACAF Nations League 2023-2024                                     | -                                                                     |                                                                       |
| 15-10-2024                                                            | Toronto                                                               | Canada                                                                | 2 – 1                                                                 | Panama                                                                | Amichevole                                                            | -                                                                     | 90+1’                                                                 |
| 20-3-2025                                                             | Inglewood                                                             | Stati Uniti                                                           | 0 – 1                                                                 | Panama                                                                | CONCACAF Nations League 2024-2025 - Semifinale                        | -                                                                     | 80’                                                                   |
| Totale                                                                |                                                                       | Presenze                                                              | 13                                                                    |                                                                       | Reti                                                                  | 1                                                                     |                                                                       |

## Palmarès

### Club

#### Competizioni nazionali
- Campionato panamense: 1

Tauro: 2018-2019